# The X-Files: Unrestricted Access
Секретные материалы: Неограниченный доступ (англ. The X-Files: Unrestricted Access) — игра для PC, разработанная Fox Interactive, по мотивам оригинального одноименного сериала.

## Геймплей
Игра представлена в стиле базы данных, которая якобы дает пользователям «неограниченный доступ» к делам X-Files. Предыстория подразумевает, что вы взломали «строго засекреченный» правительственный web-сайт, через который можно просматривать все исследования Малдера и Скалли. Продукт поддерживает загружаемый контент, дабы сохранить игру в актуальном состоянии, но это продолжалось недолго, поскольку обновления приходили не очень часто.

## Список досье
- Фокс Вильям Малдер
- Дана Кэтрин Скалли
- Курильщик
- Уолтер Сергей Скиннер
- Алекс Крайчек
- X
- Джон Фицджеральд Баерс
- Ринго Лэнгли
- Мелвин Фрохике
- Убийца-инопланетянин
- Глубокая глотка
- Скотт Блевинс
- Тина Малдер
- Маргарет Скалли
- Марита Коваррубиас

## Особенности
Особенности игры (взято с обложки диска):
- Просматривайте досье, собранные на оригинальных персонажей.
- Ознакомьтесь с аудиовизуальными материалами, такими как фотографии и видеоклипы.
- Изучение 3D вещественных доказательств.
- Шпионаж на приватных территориях с видеонаблюдением.
- Использование рабочего стола — игрок выбирает экранные заставки, обои и многое другое.

## Системные требования
- Pentium 90 (или 100 % совместимый процессор)
- Windows 95/98
- 16mb ОЗУ
- 4x CD-ROM (6x рекомендуется)
- Windows 95/98 совместимая видео карта (мин. 640x480 с 16 bit color)
- Windows 95/98 совместимая звуковая плата
- 100 мегабайт на диске
- Мышь
- Подключение к Интернету (желательно)